# Arunena
Arunena là một chi bướm ngày thuộc họ Bướm nâu.